# 鎌倉石

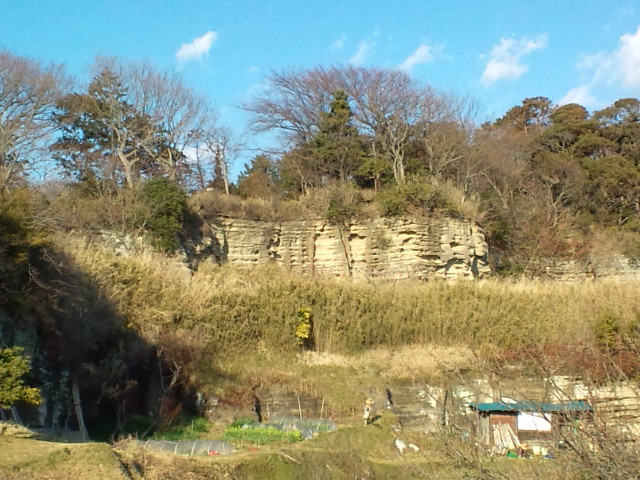
法性寺より見た鎌倉石の露頭。鎌倉時代から室町時代にかけて人工的な採掘により形成された断崖で「お猿畠の大切岸」と呼ばれる。2013年（平成25年）1月30日撮影。

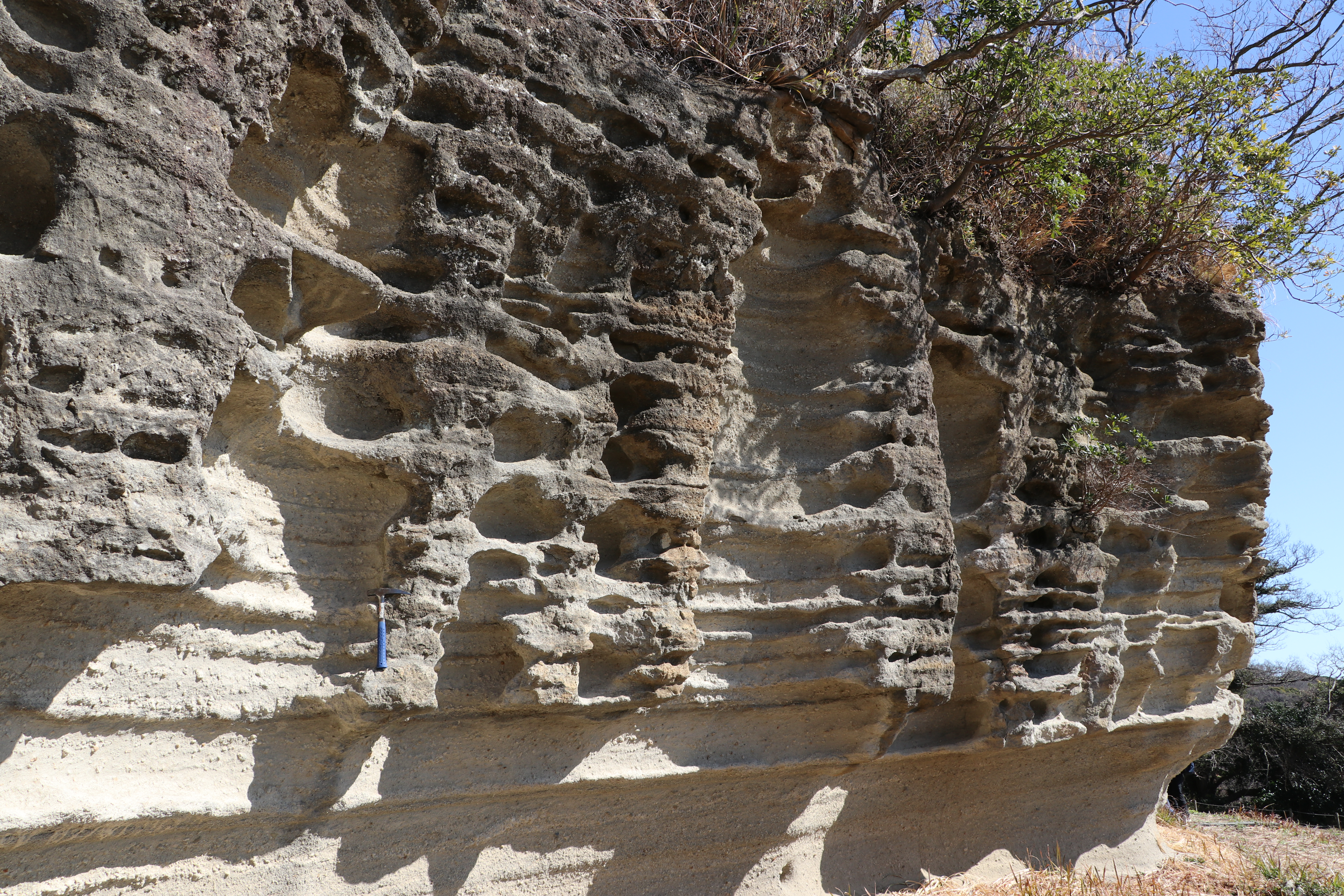
近景。2021年（令和3年）2月16日撮影。

鎌倉石（かまくらいし）は、神奈川県鎌倉市および藤沢市、逗子市周辺に分布する凝灰岩質砂岩。比較的柔らかく加工が容易だが、そのために磨耗しやすい。現在は採掘されていない。

## 概要
鎌倉市、藤沢市周辺の一部に分布する池子層、浦郷層、野島層から採掘された凝灰質砂岩で柔らかく火に強い。価格は安かった。かまどにも使用された。鎌倉時代から使用され、関東大震災後の復興のため土台石によく使用された。鎌倉の歴史の古い寺院では鎌倉石によって、より古刹の風情を出している。